# Новинская (Пудожский уезд)
Новинская (Новинка, Погост Купецкий) — исчезнувшее село на территории Пудожского района Республики Карелия России. Ранее входила в состав Бураковского общества Авдеевской волости Пудожского уезда Олонецкой губернии Российской Империи.

## История
Согласно сведениям из писцовой книги 1628 года и «списка с писцовой книги князя Долгорукова» в этой местности стояла «церковь вел[икого] Георгия деревяна клецки теплая с трапезою верх шатровой». В «Формулярных ведомостях о состоянии церквей города Пудожа и Пудожского уезда за 1869 год» обозначена уже церковь во имя Покрова Пресвятой Богородицы, которая заменила существовавший ранее храм и в более поздних источниках упоминается как летняя деревянная Покровская церковь, которая «вместе с колокольней сгорела от молнии 1 июля 1852 года». На её месте в 1853 году была построена «временная церковь, зданием деревянная с таковою же колокольнею» с одним Георгиевским престолом. В 1869 году начато строительство зимней Покровской церкви, которая в итоге освящена в 1876 году. Поскольку в ведомости 1890 года Георгиевская церковь уже не упоминается, она к этому времени, очевидно, была разобрана. Новая летняя деревянная церковь была возведена в селении в 1894 году.
По данным за 1873 год в селе Новинское, что при озере Купецком по правую сторону дороги от города Пудожа на город Повенец, имелись православная церковь и 3 двора.
Согласно «Списку населённых мест Олонецкой губернии» за 1905 год, селение смежное с деревнями Бураковская и Кисляковская, находилось на расстоянии 40 верст от уездного города и почтового отделения, 3 версты — от волостного правления, 51 верста — от пароходной пристани. В четырёх дворах проживало 4 семьи. Имевшийся скот: 17 лошадей, 37 коров и 40 голов прочего скота.
В конце 1930-х годов обе церкви в Купецком погосте были закрыты. Деревянная занята под клуб, затем сельсовет, а в годы войны разобрана. Каменная — сгорела в 1964 году.

## Население
| 1873 | 1905 | 1926 | 1933 |
| ---- | ---- | ---- | ---- |
| 19   | 25   | 16   | 19   |